# 越南与世界银行

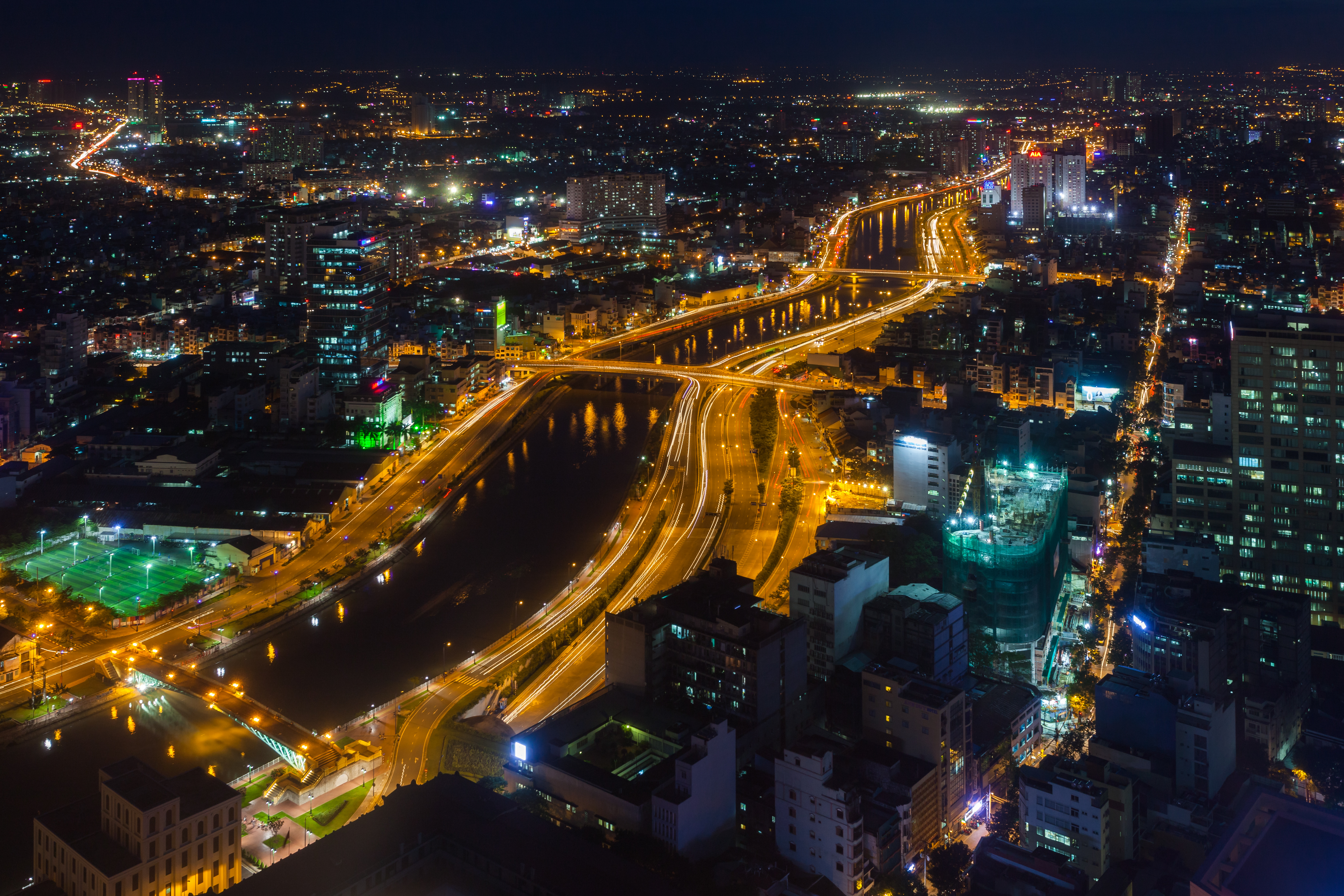
作为越南的经济中心和人口第一大城市，胡志明市已经发展为大都市并取得了长期显著发展。

越南于1956年9月21日正式加入世界银行集团（WBG）。在20世纪80年代以前，越南仍属于最不发达国家。1986年，伴随着“革新开放”，越南开展了一系列的经济和政治改革，并由此进入经济快速增长和发展的时期，进入中低收入国家行列。自1993年起，世界银行（WB）便和越南达成发展伙伴关系。截止到2019年3月25日，世界银行已经承诺通过165个发展业务和项目向越南提供了累计约240亿美元的贷款、信贷和捐赠；到2019年，仍有44个项目在进行当中，总值达90亿美元。据统计，到2018年，越南的极端贫困率已经低于3%，GDP增长率达到了7.1%。随着国内消费需求的增长和出口导向型制造业的快速发展，越南经济逐步呈现出其应有的实力。
为了推动越南经济改革，促进越南由完全完全计划经济向市场经济转型，世界银行同越南开展了累计超过270次的各类合作项目和咨询活动。世界银行集团的五大组织中，有四个都同越南建立了战略伙伴关系；在减贫、教育、农村和城市服务、基础设施、新能源和环境保护等方面为越南提供积极帮助。世界银行和越南政府通力合作，通过提高竞争力，增强可持续发展，以及为贫困人口提供就业机会等方式促进越南的发展。
在未来发展方面，正如世界银行集团于2017年5月新发布的国家伙伴关系框架（CPF）所倡导的一样，越南和世界银行将携手把“包容增长、服务民生、可持续发展以及良好治理能力”作为首要目标。根据前两份框架报告的分析，新版的国家伙伴关系框架做出了几项战略性转变，包括促进私营企业发展、助力政府可持续财政、大力减贫、提升教育质量以及推广使用低碳能源。

## 背景
世界银行 (WB) 成立于20世纪40年代，是一间国际金融机构。目前世界银行已经发展成为世界银行集团（WBG），由五个密切联系的组织构成。分别是：国际开发协会（IDA）、国际复兴开发银行（IBRD）、国际金融公司（IFC）、多边投资担保机构（MIGA）和国际投资争端解决中心（ICSID）。根据世界银行官方网站，“世界银行”一词仅代指国际复兴开发银行和国际开发协会，它们负责“向发展中国家发放低息或无息贷款，以及提供援助。” 
越南于 1956 年 9 月 21 日正式加入世界银行集团。 在20世纪80年代中期之前，越南是世界上最不发达国家之一。1986年，随着“革新开放”，越南开展了一些列的经济和政治改革，并由此进入经济快速增长和发展的时期，进入发展中国家行列。 自 1993 年起，世界银行一直与越南保持着发展伙伴关系。 截至2019年3月25日，世界银行已经承诺通过165个发展业务和项目向越南提供累计约240亿美元的贷款、信贷和捐赠；到2019年，仍有44个项目在进行当中，总金额达90亿美元。 据估计，到2018年，越南的极端贫困率已经低于3%，GDP增长率达到了7.1%。随着国内消费需求的增长和出口导向型制造业的快速发展，越南经济逐步呈现出其应有的实力。 

## 构建战略伙伴关系
为了推动越南经济改革，促进越南由完全完全计划经济向市场经济转型，世界银行同越南开展了累计超过270次的各类合作项目和咨询活动。世界银行集团的五大组织中，有四个都同越南建立了战略伙伴关系；在减贫、教育、农村和城市服务、基础设施、新能源和环境保护等方面为越南提供积极帮助。 世界银行和越南政府共同努力促进越南的发展，包括加强竞争力、提高可持续性和增加穷人的机会。  
越南于 1960 年 9 月 24 日加入国际开发协会（IDA），1956 年 9 月 21 日加入国际复兴开发银行（IBRD），1967 年 8 月 4 日加入国际金融公司（IFC），1994 年 10 月 5 日加入多边投资担保机构（MIGA）。 

### 越南与国际开发协会

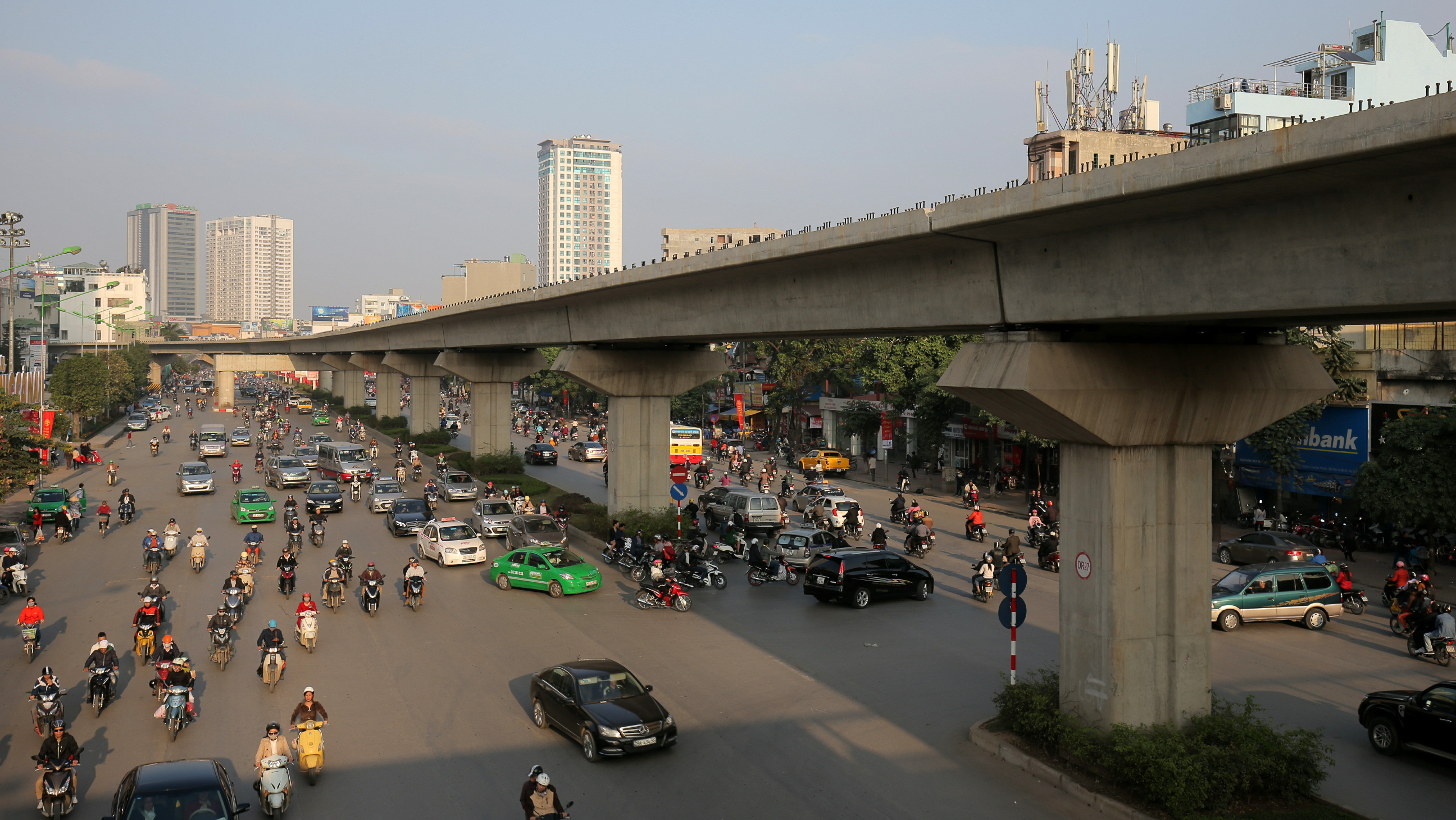
2016 年，越南首都河内市正在建设河内都市铁路 2 号线。

截止到2019年7月31日，国际开发协会（IDA）累计向越南提供了约209.5亿美元的信贷和近3500万美元的捐助，为160多个项目提供了帮助。范围涉及公共行政、卫生供水、垃圾处理、健康、社会保障、农业、教育以及交通。 截止2019年，169个项目中仍有43个项目还在进行，7个项目暂且被搁置。2018年，越南获批“活力城市综合发展项目”，旨在进一步完善越南的城市基建和城市管理。
独立评估小组(IEG) 评估了世界银行集团的发展成效，并对过去十年以来国际开发协会在越南开展的项目做出了积极评价。绝大多数项目评价都为“优秀”或“良好”。 但是，由于项目设计更加复杂，绩效评价体系有待完善，事后补救开展过缓，近年来的评分也出现了下降趋势。 

### 越南与国际复兴开发银行
2009 年，国际复兴开发银行（IBRD）向越南拨付了第一笔共计5亿美元的贷款，用于“支持越南公共投资改革”。 截止2019年7月31日，国际复兴开发银行总计为越南提供了16个资助项目，贷款总额约为34.6亿美元。 资助的项目涵盖公共管理、卫生、能源输配、能源开采、工业、贸易和服务业、交通运输以及城乡道路规划等。 

### 越南与国际金融公司
截至2019年6月13日，国际金融公司（IFC）已经为越南的50个项目投资超过10亿美元， 并且为16个小木提供了总计2000万美元的商业资讯预算。 自1997年在越南设立办事处以来，国际金融公司一直致力于拓宽越南私有企业的融资渠道，鼓励当地经济结构改革，推广国际标注，改善越南的商业环境。

#### 越南商业论坛
1997 年 12 月，在日本东京，越南政府与其捐助方举行了一次协商小组会议。国际金融公司建议越南政府与私营企业间进行沟通对话，并据此成立了越南商业论坛（VBF）。越南商业论坛网站显示，“本倡议是在政府、捐助方和外国投资者共同寻求改进，从而加速对越南投资的背景下提出的。与此同时，越南政府领导人与外国私人投资方之间也举行了多次形式自由的非结构性会议，也提出了各类不同角度的建议” 
在国际金融公司的帮助下，越南商业论坛通过一系列改革，“减少了商业发展过程中的障碍并让改革过程更加透明化”，这一进步预计为私营企业节约了2亿美元的资金。 越南商业论坛同时积极确保法律的公正实施，促进越南政府与私营企业本国经济的各个方面进行公开透明的沟通交流。 2019年，在半年一度的越南经济论坛会议上，美国商会（AmCham）、越南日本工商会（JCCI）、越南韩国商会（KoCham）、英国驻越南商业集团（BBGV）等多个国家的商会在越南报告并讨论了一系列发展主题，包括为越南的基础设施发展提供高水平投资，以及当地可再生能源的大规模发展等。世界银行越南国家主任 Ousmane Dione 在闭幕致辞中指出，越南的经济发展需要更加灵活，而不仅仅是更投机取巧或更保守闭塞。 

### 越南与多边投资担保机构
截至2019年7月19日,多边投资担保机构（MIGA）为越南的三个项目总计担保9.074亿美元，同时积极与国际复兴开发银行以及国际金融公司合作，促进越南基础设施、制造业以及私营企业的发展。 2013年，多边投资担保担保机构为支持越南马山集团拓展消费业务范围，提供了1.677亿美元的贷款担保，和国际金融公司提供的1.5亿美元投资一起，极大地改善了越南的粮食安全水平、促进了当地就业、创造了大量税收，鼓励了当地中小企业的发展。 2014年3月7日，多边投资担保机构为越南20国道建设项目提供了5亿美元的融资担保。该项目旨在维护和重建从胡志明市到大叻市的主要道路，这一工程有助于促进越南最贫困地区的经济发展。 2015年12月31日，多边投资担保机构为Hoi Xuan市水电项目提供了2.39亿美元的担保。该项目将用于支持越南经济发展以及改善越南可再生能源和基础能源设施建设。

## 主要项目

### 脱贫

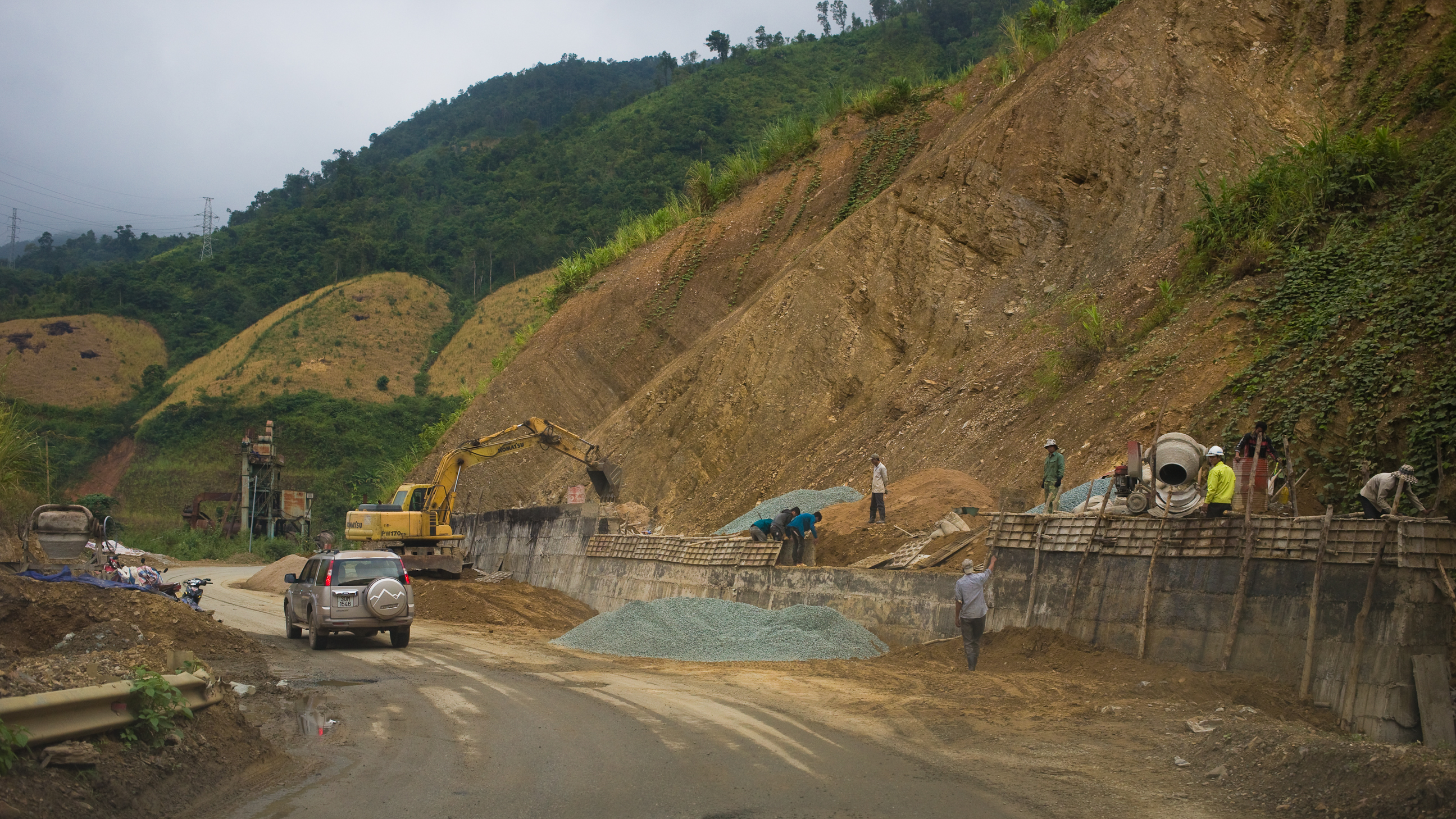
莱州省农村公路得到改善。

在越南，已有一系列项目用于减少贫困以及改善生活条件。第一个北部山区的脱贫项目于2001年启动，旨在改善基础设施建设和农村服务水平，包括农村道路修建、田地灌溉系统推广、供水、教育以及卫生等多个领域。该项目与2010年启动的同类项目一起，共同为越南最贫困地区的人口多创造了15%的人均收入。 
其他项目，包括从 2001 年开始的十个扶贫支持信贷 (PRSC) 项目和三个农村金融项目，也通过改善融资渠道使农村私营企业和许多家庭受益。生活在国家贫困线以下的人口比例从 1993 年的近 60% 下降到 2014 年的 13.5%。 在扶贫支持信贷项目的落实中，期间也出现了一些问题，例如对当地情况缺乏了解、合作效率低下等，这些问题阻碍了项目进程并引发了对项目质量的担忧；项目绩效评估报告对整个项目以及越南方面的表现都给出了不满意的结果。  

### 教育

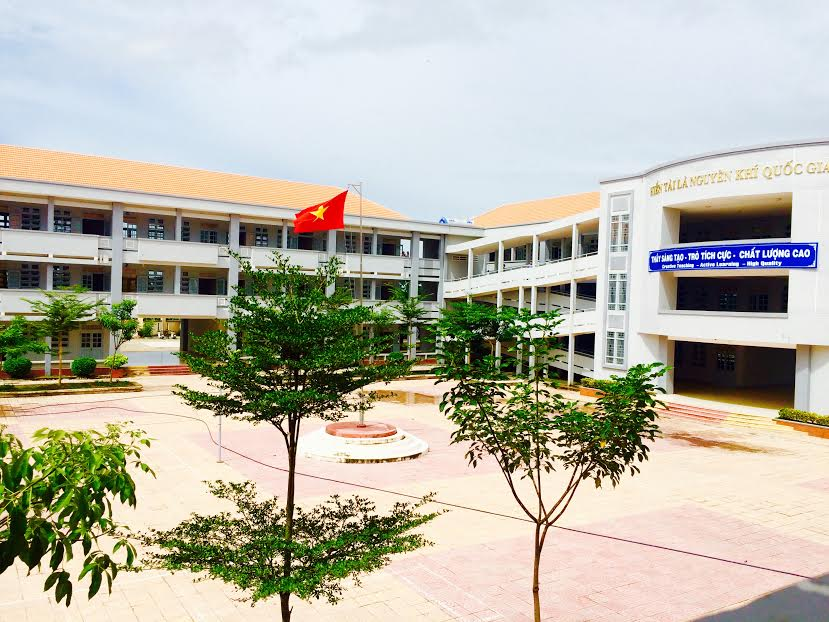
Nguyen Quang Dieu 高中的全新建筑

世界银行在越南资助了许多教育项目，旨在提高越南教育的普及性、教育质量以及平等教育。1993年，越南的第一个教育项目：小学教育项目正式启动。根据世界银行报告，该项目“向五个农村省份提供了更多且质量更好的教科书，修建了新教室并且更新了学校的管理体系”。得益于该项目，越南的儿童入学率从1993年的86%提高到了2002年的95%。 从2013年至2017年，越南继续开展鼓励入学项目，以“加强5岁儿童入学的普及程度”。 
该项目将学前儿童的入学率从2012年的73.7%提高到了2017年的87.6%。 从 2009 年到 2014 年，越南高等教育发展政策成功开展了三个项目，用以支持和实施高等教育改革，从而改进教育质量、完善问责制度和提高监管透明度。 

### 基础设施和农村服务
在世界银行参与支持的200多个项目中，有53个项目与“农村服务和基础设施”相关，其数量是所有领域中最多的。根据国际教育协会（IEG）的说法，越南第三批农村交通项目（2006-2014年）通过修复和维护农村道路，在农村地区“降低出行成本并改善交通状况”。道路距离在2公里（1.2英里）的全天候道路占比从2011年的76%增加到2014年的87%。红河三角洲农村供水和卫生项目用于建立和改善供水和卫生基础设施。该项目预计将惠及生活在红河三角洲四省的80万人。越南城市升级项目与2004年至2014年实施，旨在通过改善房屋、道路、运河和桥梁的质量，从而提高750万城市居民基础设施水平。

### 能源
自2000年以来，越南的GDP年增长率一直在5%至7.6%之间。 但与此同时，越南本土的能源需求和消费需求也在相应增长。 2011 年 4 月 26 日，世界银行批准了越南中山水电项目，通过水力发电的形式产生可再生能源。借助国际复兴开发银行提供的3.3亿美元贷款，越南中山水电公司成功建成水电大坝，世界银行也在该项目中提供了帮助和技术支持。 截止2017年7月31日，该项目已累计发电955GWh（3440太焦耳），创收3700万美元。 前期开展的项目，例如2004年到2014年期间开展的第二批农村能源项目，也通过大量发电实现用电普及，为更多的农村家庭带去便利。 

## 未来发展目标和战略转变

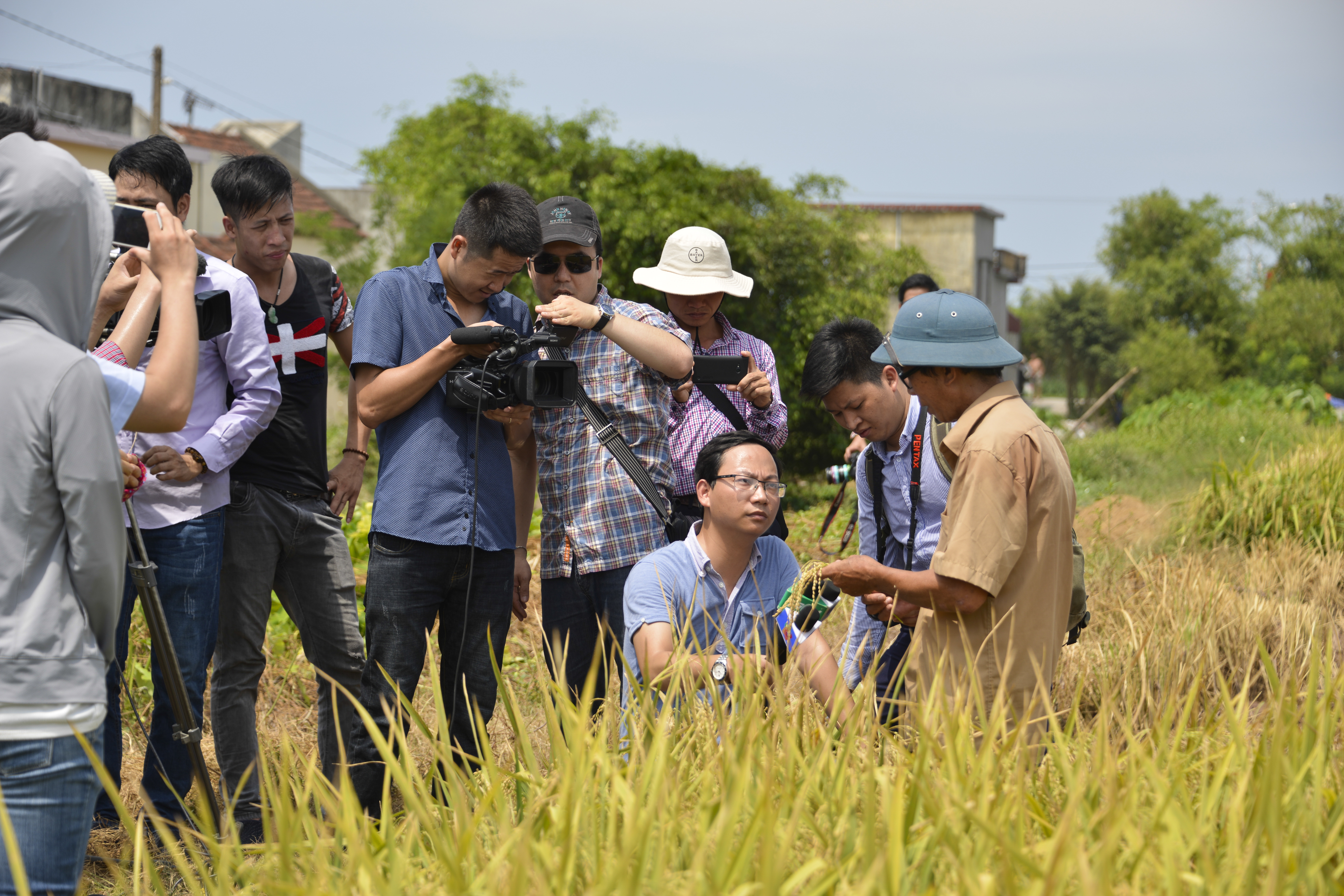
在农业发展中，越来越重视环境保护和气候变化。

### 国家伙伴关系框架
越南2018年至2022年的新国家伙伴关系框架（CPF）  于 2017 年 5 月 5 日获得世界银行集团执行董事会的批准。 越南和世界银行将携手把“包容增长、服务民生、可持续发展以及良好治理能力”作为首要目标。本份国家发展框架以《越南2035：走向繁荣、富有创造、公平民主》为基础，引入多想战略性转变。内容包括促进私营企业发展、助力政府的可持续财政、大力减贫、提升教育质量以及推广使用低碳能源。 
世界银行计划进一步促进私营企业的发展，通过支持公共服务和转移支付，减少少数民族的贫困发生，调节教育和劳动力市场，并鼓励更多低碳能源生产。 

### 《越南 2035：走向繁荣、富有创造、公平民主》
世界银行与越南方的专家共同努力，绘制越南未来发展的蓝图，并在《越南2035：走向繁荣、富有创造、公平民主》做了详细报告。报告称，越南计划到2035年实现转型为现代化、工业化国家。报告提出了实现这一目标的三大支柱：“经济繁荣与可持续发展”、“公平和社会包容”以及“一个有能力和负责任的国家”。 

## 争议
尽管世界银行对越南做出了重大承诺，但世界银行对越南发展的贡献程度一直存在争议。世界银行将越南描述为其市场导向政策的成功典范，但批评者认为，世界银行在促进越南改革方面的作用被夸大了，因为改革更多的是内部改革而不是外部改革。 1990年代，世界银行对越南的结构调整提出了多项建议。然而，越南政府拒绝采纳这些建议，此后一直不愿开放贸易，导致一些学者得出世界银行对越南发展影响有限的结论。 

### 批注
1. ↑  Turner, Eckardt,Sebastian,Pham,Duc Minh,Dunn,Karen. . World Bank.   [2022-10-27]. （原始内容存档于2022-10-27） （英语）.
2. ↑  . The World Bank.   [31 August 2019]. （原始内容存档于2023-04-15）.
3. 1 2  . World Bank.   [17 July 2019]. （原始内容存档于1 July 2019） （英语）.
4. 1 2  . World Bank.   [17 July 2019]. （原始内容存档于14 June 2019） （英语）.
5. 1 2  . World Bank.   [17 July 2019]. （原始内容存档于14 June 2019） （英语）.
6. 1 2 3 4  . projects.worldbank.org.   [19 November 2018]. （原始内容存档于24 October 2018）.
7. ↑   (PDF). World Bank. The World Bank Group: 8, 36. 7 November 2011  [17 July 2019]. （原始内容存档 (PDF)于2 April 2019）.
8. ↑   (PDF). World Bank. The World Bank Group: 27,30,85. 4 May 2017  [30 August 2019]. （原始内容存档 (PDF)于12 July 2018）.
9. 1 2  . financesapp.worldbank.org.   [28 August 2019]. （原始内容存档于28 February 2019） （英语）.
10. ↑  . IEG.   [30 August 2019]. （原始内容存档于21 July 2019）.
11. ↑   (PDF). World Bank. The World Bank Group: 38. 7 November 2011  [17 July 2019]. （原始内容存档 (PDF)于2 April 2019）.
12. ↑   (PDF). World Bank. The World Bank Group: 142. 4 May 2017  [30 August 2019]. （原始内容存档 (PDF)于12 July 2018）.
13. 1 2  . www5.worldbank.org.   [17 July 2019]. （原始内容存档于26 June 2019）.
14. ↑  . financesapp.worldbank.org.   [17 July 2019]. （原始内容存档于16 December 2018） （英语）.
15. ↑  . financesapp.worldbank.org.   [17 July 2019]. （原始内容存档于16 December 2018）.
16. ↑   (PDF). IFC.   [17 July 2019]. （原始内容存档 (PDF)于2023-01-18）.
17. ↑  . Vietnam Business Forum.   [2020-02-05]. （原始内容存档于2023-08-04） （美国英语）.
18. ↑  . www.ifc.org.   [2023-01-12]. （原始内容存档于2023-05-12）.
19. ↑  . Vietnam Business Forum. （原始内容存档于2019-12-04）.
20. ↑  . financesapp.worldbank.org.   [17 July 2019]. （原始内容存档于12 January 2019） （英语）.
21. ↑  . www.miga.org.   [19 November 2018]. （原始内容存档于12 January 2019） （英语）.
22. ↑  . www.miga.org.   [19 November 2018]. （原始内容存档于12 January 2019） （英语）.
23. ↑  . www.miga.org.   [19 November 2018]. （原始内容存档于12 January 2019） （英语）.
24. ↑  . The World Bank.   [19 November 2018]. （原始内容存档于12 November 2018）.
25. ↑  Painter, Martin. . Public Administration and Development. 2003, 23 (3): 259–271. ISSN 0271-2075. doi:10.1002/pad.249.
26. ↑   (PDF). The World Bank: 7. 30 June 2015  [28 August 2019]. （原始内容存档 (PDF)于28 August 2019）.
27. ↑  . The World Bank.   [19 November 2018]. （原始内容存档于3 January 2019）.
28. ↑  . The World Bank.   [31 August 2019]. （原始内容存档于23 November 2018）.
29. ↑  . The World Bank.   [31 August 2019]. （原始内容存档于2019-08-31）.
30. ↑   (PDF). Independent Evaluation Group: 1,2,6.   [29 August 2019]. （原始内容存档 (PDF)于2019-08-29）.
31. 1 2  . data.worldbank.org.   [17 July 2019]. （原始内容存档于17 July 2019）.
32. 1 2  Cling, Jean-Pierre; Razafindrakoto, Mireille; Roubaud, François. . Revue de la Régulation. 18 April 2013, (13)  [20 November 2018]. ISSN 1957-7796. doi:10.4000/regulation.10081 . （原始内容存档于12 January 2019） （英语）.
33. 1 2   (PDF). World Bank: 1,2.   [28 August 2019]. （原始内容存档 (PDF)于12 January 2019）.
34. ↑   (PDF). Independent Evaluation Group: 1,5.   [28 August 2019]. （原始内容存档 (PDF)于12 January 2019）.
35. ↑  . World Bank. 5 July 2017  [31 August 2019]. （原始内容存档于26 September 2018） （英语）.
36. 1 2  . World Bank.   [19 November 2018]. （原始内容存档于12 January 2019） （英语）.
37. ↑   (PDF). World Bank. The World Bank Group: 28. 4 May 2017  [17 July 2019]. （原始内容存档 (PDF)于12 July 2018）.
38. ↑   (PDF). World Bank: 11,12. 2016  [28 August 2019]. （原始内容存档 (PDF)于12 January 2019）.